# Trent Taylor
Trent Nelson Taylor (Cookeville, 30 aprile 1994) è un giocatore di football americano statunitense che milita nel ruolo di wide receiver per i San Francisco 49ers della National Football League (NFL).

## Carriera

### San Francisco 49ers
Taylor al college giocò a football alla Louisiana Tech University dal 2013 al 2016. Fu scelto dai San Francisco 49ers nel corso del quinto giro (177º assoluto) del Draft NFL 2017. Debuttò come professionista subentrando nella gara del primo turno contro i Carolina Panthers ricevendo un passaggio da 8 yard dal quarterback Brian Hoyer. Nel terzo turno segnò il suo primo touchdown contro i Los Angeles Rams. La sua stagione da rookie si concluse con 43 ricezioni per 430 yard e 2 marcature in 15 presenze, una delle quali come titolare.
Il 20 settembre 2019 Taylor fu inserito in lista infortunati per un problema al piede che lo tenne fuori tutta la stagione.

### Cincinnati Bengals
Il 17 maggio 2021 Taylor firmò con i Cincinnati Bengals.

### Chicago Bears
Il 31 agosto 2023 Taylor firmò con i Chicago Bears.

### Ritorno ai San Francisco  49ers
Il 16 aprile 2024 Taylor firmò un contratto di un anno per fare ritorno ai San Francisco 49ers. Fu svincolato il 27 agosto dopo di che rifirmò con la squadra di allenamento.

## Palmarès
- American Football Conference Championship: 1

Cincinnati Bengals: 2021